# Chuseok
Chuseok (kor. 추석) – tradycyjne koreańskie święto plonów, którego obchody rozpoczynają się piętnastego dnia ósmego miesiąca koreańskiego kalendarza księżycowo-słonecznego i trwają trzy dni. Ze świętem tym są związane różne zwyczajowe zabawy i potrawy. Święto to zwane jest także Hangawi, co można tłumaczyć jako „idy sierpniowe”.

## Potrawy

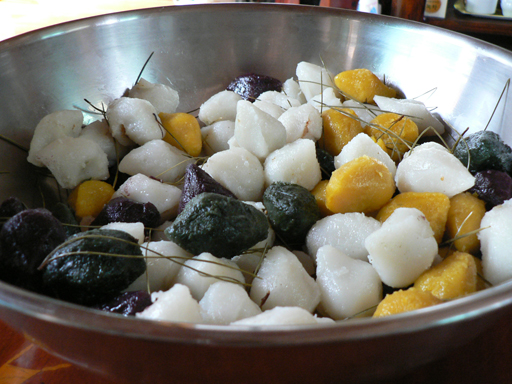
Songpyeon – ciasteczka ryżowe przygotowywane na Chuseok

Na chuseok przygotowuje się stół ceremonialny pełny tradycyjnych potraw.
Zwyczajowe potrawy przygotowywane na to święto to songpyeon, niewielkie ciasteczka ryżowe, i hangwa, ciastka miodowe. Zwykle przygotowuje się także wołowinę bulgogi i makaron japchae. Do jedzenia popija się także tradycyjne napoje alkoholowe.

## Zabawy ludowe
Święto chuseok jest radosnym świętem, podczas którego nie tylko spędza się czas przy stole, ale także bawi w różne tradycyjne gry i zabawy.
Ssireum to tradycyjne koreańskie zapasy. Walka jest prowadzona w okrągłej piaskownicy, a jej celem jest obalenie przeciwnika na podłoże.
Ganggangsullae to prastary tradycyjny taniec koreański, podczas którego kobiety ubrane w tradycyjny strój stoją w koło, trzymając się za ręce i śpiewają tradycyjne pieśni.
Yut to tradycyjna koreańska gra planszowa popularna w całej Korei. Gra się w nią zwykle w gronie znajomych lub rodziny.

## Inne zwyczaje
Z chuseok wiążą się także inne zwyczaje. Niektóre z nich podobnie jak w czasie święta seollal, są związane z kultem zmarłych.
Charye jest to specjalny stół ceremonialny przygotowywany nad ranem jako wspomnienie i dar dla przodków. Na nim znajdują się świąteczne potrawy. Po uroczystym wspólnym odprawieniu modlitwy rodzina zasiada do stołu.
Seongmyo i Beolcho. Podczas Chuseok odwiedza się groby rodziny. Ten zwyczaj jest zwany Seongmyo. W trakcie tych wizyt zrywa się trawę, która wyrosła przez lato na grobach przodków, co nazywa się Beolcho.

## Daty Chuseok według kalendarza gregoriańskiego
Chuseok jest obchodzony zgodnie z koreańskim kalendarzem księżycowo-słonecznym, dlatego jego data według kalendarza gregoriańskiego jest zmienna.
Daty chuseok według kalendarza gregoriańskiego.
- 30 września 2012
- 19 września 2013
- 8 września 2014
- 27 września 2015
- 15 września 2016
- 4 października 2017
- 24 września 2018
- 13 września 2019
- 1 października 2020
- 21 września 2021
- 10 września 2022